# Distocupes varians
Distocupes varians är en skalbaggsart som först beskrevs av Lea 1902.  Distocupes varians ingår i släktet Distocupes och familjen Cupedidae. Inga underarter finns listade i Catalogue of Life.